# S/2003 J 24
S/2003 J 24 (temporäre Bezeichnung EJc0061) ist einer der kleineren äußeren Monde des Planeten Jupiter.

## Entdeckung und Benennung
S/2003 J 24 wurde am 5. Februar 2003 durch die Astronomen Scott S. Sheppard (University of Hawaii), David C. Jewitt (University of California), Jan T. Kleyna (University of Hawaii), Brett J. Gladman (University of British Columbia) und Christian Veillet (University of Hawaii) auf Aufnahmen entdeckt, die mit dem 8,3-m-Subaru-Teleskop am Mauna-Kea-Observatorium angefertigt wurden. Die Entdeckung wurde durch das Minor Planet Center am 15. November 2021 bekannt gegeben, der Mond erhielt die vorläufige Bezeichnung S/2003 J 24.
Unabhängig davon wurde der Mond vom Amateur-Astronomen Kai Ly aufgespürt, der die Entdeckung am 30. Juni 2021 meldete. Ly hatte bereits 2020 vier „verlorene“ Monde Jupiters wiedergefunden: S/2003 J 23, S/2003 J 12, S/2003 J 4 und S/2003 J 2.

## Bahneigenschaften
S/2003 J 24 umläuft Jupiter in 1 Jahr und 351,7 Tagen auf einer elliptischen, retrograden Umlaufbahn zwischen 17.246.000 km und 29.053.000 km Abstand zu dessen Zentrum. Die Bahnexzentrizität beträgt 0,255, die Bahn ist 162,1° gegenüber der lokalen Laplace-Ebene von Jupiter geneigt.
Der Mond ist Bestandteil der sogenannten Carme-Gruppe von Jupitermonden, die den Planeten mit Bahnhalbachsen zwischen 22,9 und 24,1 Millionen km, Bahnneigungen zwischen 164,9° und 165,5° und Bahnexzentrizitäten zwischen 0,21 und 0,27 retrograd umrunden.

## Physikalische Eigenschaften
S/2003 J 24 besitzt einen Durchmesser von etwa 2 km. Die absolute Helligkeit des Mondes beträgt 16,6 m.

## Erforschung
Der Beobachtungszeitraum von S/2003 J 24 erstreckt sich vom 5. Februar 2003 bis zum 19. Mai 2018. Die Aufnahmen wurden mit dem 6,5-m-Magellan-Baade-Teleskop am Las-Campanas-Observatorium, dem 8,3-m-Subaru-Teleskop am Mauna-Kea-Observatorium und dem 4,0-m-CTIO-Reflektorteleskop am Cerro Tololo Observatorium angefertigt; es liegen insgesamt 82 erdbasierte Beobachtungen über einen Zeitraum von 16 Jahren vor.